# 帕爾邁拉 (賓夕法尼亞州)

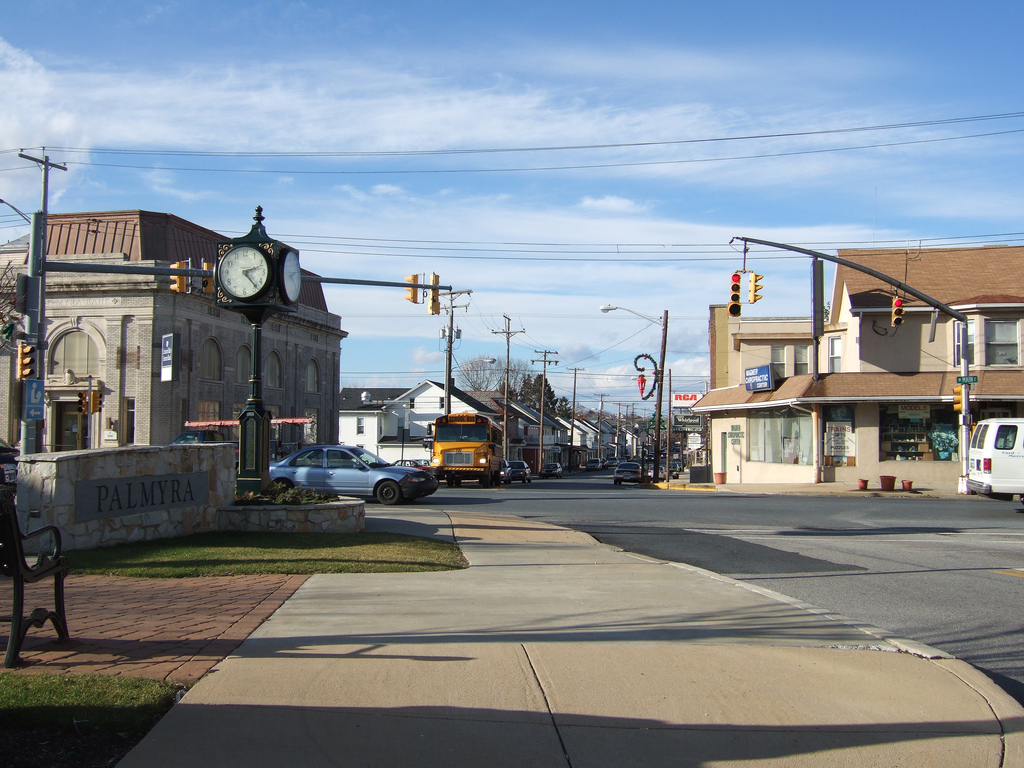
帕爾邁拉

帕爾邁拉（Palmyra）位於美國賓夕法尼亞州黎巴嫩縣，1766年由德國移民約翰內斯·帕爾姆（Johannes Palm）建立。2020年帕爾邁拉有人口7,807人。城市名称可能来源于同名的叙利亚著名古城帕尔米拉。